# Nadine Grelet
Ne doit pas être confondu avec Nadine Grelet-Certenais.
Nadine Grelet est une écrivaine québécoise. Née en France elle a adopté le Québec dès son arrivée à Montréal en 1976. Psychothérapeute pendant plus de quinze ans, elle est en 1991, l'auteure d'un essai « Le souffle de vie». C'est un tour d'horizon décrivant la méthode de travail qu'elle a mise au point et expérimentée avec un grand nombre de personnes. 
Elle a ensuite publié six romans qui mettent en scène des situations particulières à la société québécoise et à son histoire. Dès sa parution, chaque tome de la trilogie «La fille du Cardinal»a connu un vif succès. Son œuvre s'adresse à un large public. En 2003, lors de la publication de son second roman: «La belle Angélique», elle a reçu le prix France-Québec. Cette page d'histoire de la Nouvelle-France est le plus historique de ses romans qui raconte les amours d'Angélique des Méloizes et de François Bigot. 
Elle se dévoile particulièrement dans «Les chuchotements de l'espoir», un roman intimiste qui relate une partie de sa vie: celle qui l'a amenée à traverser l'océan avec ses deux enfants. 
Depuis plusieurs années, Nadine Grelet se consacre entièrement à l'écriture. Son dernier roman: «Entre toutes les femmes» est une œuvre d'anticipation dont le sujet audacieux: une réflexion sur les questions de la foi dans notre société moderne, ouvre des perspectives inouïes pour l'avenir des femmes.